# Hemavankyrkan
Hemavankyrkan är en kyrka i Hemavan i Tärna församling i Luleå stift.
Innan kyrkobyggnaden invigdes den 1 augusti 1971 av biskopen i Luleå stift, Stig Hellsten, hade Hemavans bybor i ett och ett halvt decennium verkat för ett kapell på orten. Efter flera års arbeten och insamlingar bildades 1970 föreningen Hemavans kapellstiftelse som idag heter Stiftelsen Hemavankyrkan. Den rödmålade byggnaden är av rundlogemodell och timret kommer från Fredrika. Klockstapeln invigdes 1974.
Stiftelsen och dess styrelse ansvarar för skötsel och ekonomi.

## Inventarier
- En väv som altartavla
- Klockan i klockstapeln har inskriptionen, Morgon mellan fjällen
- Lilla klockan på kyrkan har tidigare varit en så kallad gårdsklocka.

### Orgel
- Den nuvarande orgeln är byggd 1980 av Robert Gustavsson Orgelbyggeri AB, Härnösand och är en mekanisk orgel. Samtliga register är delade.

| Manual        |
| Trägedackt 8’ |
| Hålflöjt 4'   |
| Principal 2'  |
| Nasat 1 1/3'  |